# Aanepada
Aanepada (aussi orthographié Aannipadda), fils de Mesannepada, est le deuxième roi de la première dynastie d'Ur, au XXVe siècle av. J.-C.. Il est aussi le constructeur du temple de Ninhursag à El-Obeïd, en Sumer. Une inscription trouvée à El-Obeid mentionne son nom.